# Кессель, Мортимер фон
Мортимер фон Кессель (нем. Mortimer von Kessel; 25 мая 1893 — 8 января 1981) — генерал танковых войск вермахта в ходе Второй мировой войны, кавалер Рыцарского креста Железного креста с Дубовыми листьями.

## Биография
Вступил в имперскую немецкую армию в качестве курсанта в 1914 году, и, лейтенантом вошел в состав 12-го гусарского полка 22 марта 1915 года. В ходе Первой мировой войны был награждён Железным крестом первого и второго класса. По окончании войны, продолжил службу в рейхсвере, в котором он дослужился до звания оберстлейтенанта (подполковник) к 1937 году.
Во время вторжения в Польшу в 1939 году, возглавлял полковую разведку и был повышен в звании до оберста в октябре того же года, с назначением на должность главы отдела кадров армии. Оставался на этом посту до января 1943 года, получив звание генерал-майора в 1942 году, после чего был направлен в резерв. 8 мая 1943 года назначен командиром 20-й танковой дивизии.
1 декабря 1943 года повышен в звании до генерал-лейтенанта. За действия в обороне на Восточном фронте награждён Рыцарским крестом Железного креста.
За успешные действия во время наступления советских войск летом 1944 года, он был награждён Дубовыми листьями к Рыцарскому кресту Железного креста.
В декабре 1944 года назначен командиром VII-го танкового корпуса в Восточной Пруссии. 1 марта 1945 года был повышен в звании до генерала танковых войск и продолжал командовать танковым корпусом, пока вместе с корпусом не сдался в плен американским войскам 2 мая 1945 года. В плену содержался до 5 июня 1947 года.

## Награды
- Железный крест (1914) (Королевство Пруссия)

- 2-го класса (27 марта 1915 года)
- 1-го класса (25 сентября 1917 года)

- Орден Белого сокола рыцарский крест 2-го класса с мечами (Великое герцогство Саксен-Веймар-Эйзенах)
- Почётный крест ветерана войны с мечами
- Пряжка к Железному кресту (1939)

- 2-го класса (5 июля 1943 года)
- 1-го класса (23 июля 1943 года)

- Рыцарский крест Железного креста с дубовыми листьями

- Рыцарский Крест (№ 2494) 28 декабря 1943 года
- дубовые листья (№ 611) 16 октября 1944 года